# ITM 컵
에어 뉴질랜드컵(Air New Zealand Cup)은 뉴질랜드의 럭비 유니온 대회이다. 2006년에 시작했으며 14개의 팀으로 이루어져 있다.